# Mursa
Mursa fut une ville romaine, et est aujourd’hui la ville de Osijek en Croatie.

## Histoire
C’est une antique colonie romaine de Pannonie inférieure, fondée sous Trajan ou Hadrien.
Sa situation sur la Drave, et à proximité de son confluent avec le Danube, la situe au carrefour des voies stratégiques romaines : l’une vient de l’Italie du Nord par la vallée de la Drave, l’autre longe le cours du Danube depuis la Rhétie, et la réunion des deux se poursuit sur Sirmium, Naïssus, la Thrace et l’Asie. Elle permet de surveiller le territoire des Iazyges coincé entre la Pannonie et la Dacie, et constitue un maillon du limes danubien.
L'anonyme de Bordeaux s'y est arrêté en 333 et a noté l'étape comme Civitas Mursa.
En septembre 351, Mursa voit l’affrontement des armées de Constance II et de Magnence pour le contrôle de l’Empire romain. À cette même époque, Mursa se range avec son évêque Valens du côté de l’arianisme.  
Malgré son passé antique, Osijek, l’actuelle Mursa, abrite peu de vestiges archéologiques, en dehors d'inscriptions lapidaires qui suggèrent l’existence de proseuche (expression grecque synonyme de « synagogue ») à partir du IVe siècle, soit l'existence d'une communauté juive à cette époque, et des fondations d’une basilique épiscopale.